# Acheloides
Als Acheloides (altgriechisch Ἀχελωίδες Achelōídes) oder Acheloiades (Ἀχελωιάδες Achelōiádes) werden in der griechischen Mythologie die Töchter des Flussgottes Acheloos bezeichnet. Während die meisten Autoren sie mit den Sirenen identifizierten, wurden sie vereinzelt auch als Najaden bezeichnet.
Angaben zur Mutter der Sirenen sind uneinheitlich. Meist wird als die Mutter der Acheloides eine der neun Musen angegeben, entweder Melpomene, Terpsichore oder Kalliope. Als weitere Varianten werden die Abkunft von Acheloos und Sterope, die Tochter des Königs von Pleuron Porthaon, oder die Entstehung der Acheloides aus dem Blut des Acheloos angegeben.
Als Najaden des Acheloos sind die Acheloides nur einmal bezeugt, ebenso wie die Verwendung des Namens als generische Bezeichnung für alle Flussnymphen.